# نووو سلو (گاجین خان)
نووو سلو (به صربی: Novo Selo) یک منطقهٔ مسکونی در صربستان است که در Gadžin Han واقع شده‌است.